# Biblioteca Nacional de Maurici
La Biblioteca Nacional de Maurici és la biblioteca nacional del país africà Maurici, amb seu a Port Louis. Està afiliada a la IFLA i la BIEF.

## Història
L'associació d'alumnes Fulbright organitzà el 1992 un seminari sobre la necessitat d'establir una biblioteca nacional a Maurici. El desembre de 1996 la iniciativa legislativa d'una llei que establira la biblioteca nacional es va presentar a l'assemblea. L'octubre de 1977, la llei fou publicada. El Consell de la Biblioteca Nacional fou establit el desembre de 1997 i l'abril de 1999, la biblioteca aconseguiria el primer director.
Va ser creada el 8 de desembre de 1999 amb la llei de Biblioteca Nacional núm. 32 de 1996 després de grans esforços. Amb la llei núm. 22 de 1999 de Biblioteca Nacional es va establir la funció de dipòsit legal a la biblioteca. El 2004, tenia 24 persones treballant-hi i un fons de 200.000 materials.
Introduí la catalogació en la publicació. La biblioteca arribà a establir un sistema de control de qualitat i obtingué la certificació en ISO.
Un estudi del 2009, explicava que moltes editorials servien trucs per no haver de donar al dipòsit legal i que no s'havia arribat a multar a cap infractor. També va considerar que era millorable en molts aspectes com la falta d'actualització de les lleis sobre el dipòsit legal i el control bibliogràfic i la millora de la formació dels treballadors, a més d'un millor finançament.

## Funcions
L'objectiu estatutori de la biblioteca és la de ser el centre bibliogràfic nacional, creant i mantenint la bibliografia nacional. Per a açò, s'establí que actuara com a dipòsit legal de les obres publicades a l'estat, quedant establit que es donaren 6 còpies obligatòriament so pena de multa no importa el tipus de publicació.
Exerceix el control bibliogràfic amb la publicació dels National Union Catalogue of Mauritiana monographs o la Union List of Periodicals, accessibles al lloc web, i amb la Bibliografia Nacional de Maurici, que presenta els registres de manera classificada i ordenada per matèries i que és publicada cada tres anys. La Bibliografia Nacional no mostra les obres audiovisuals, malgrat que sí són recollides pel dipòsit legal de la biblioteca.
La Biblioteca tracta d'adquirir els fons de Maurici publicats a l'estranger, però té límits.
Ramjaun (2009, p. 299) cridà l'atenció que la norma que establia la biblioteca nacional com a dipòsit legal no inclogué recursos web com a objecte.
Altres funcions són: la promoció de l'ús de les biblioteques, la participació en la planificació dels serveis de biblioteques del país (concretament el sistema bibliotecari de Maurici), promoure la cooperació entre les biblioteques dins i fora del país i promoure el préstec dels seus fons.
Actua com a agència d'ISSN.

## Funcionament
El govern de la biblioteca és realitzada pel Consell de la Biblioteca Nacional, format per bibliotecaris i representants dels ministeris. Aquest consell és presidit per una persona amb formació acadèmica distingida que és nomenat pel ministre.
El Consell de la Biblioteca Nacional ha creat rutes: la ruta organitzativa de 1998-2003 i la ruta per al desenvolupament durant l'any 2004-2005.

## Col·lecció
Els fons provenen del dipòsit legal, de les donacions de particulars i de les donacions de la UNESCO, el Banc Mundial, les Nacions Unides i el Fons Monetari Internacional. Destaca que conté periòdics de fins al 1777.
El 2004 hi havia 200.000 fons.